# Un'eterna Treblinka
Un'eterna Treblinka (in originale Eternal Treblinka) è un saggio dello scrittore Charles Patterson pubblicato nel 2002.

## Contenuti
Nel libro viene analizzata la radice comune tra il modo in cui i nazisti trattavano i prigionieri nei campi di sterminio e il modo in cui la specie umana sfrutta le altre specie animali.
Vi sono raccolte le testimonianze di sopravvissuti all'Olocausto divenuti sostenitori dei diritti degli animali, tra cui Edgar Kupfer-Koberwitz.
Il titolo del libro, che fa riferimento al campo di sterminio di Treblinka, trae origine dal racconto L'uomo che scriveva lettere del Premio Nobel per la letteratura Isaac Bashevis Singer, in cui afferma:
Patterson cita inoltre il filosofo Theodor Adorno, al quale è attribuita la frase:

## Edizioni
- Charles Patterson, Un'eterna Treblinka. Il massacro degli animali e l'Olocausto, Roma, Editori Riuniti, 2003, ISBN 978-8835953241.